# Olšany (Plzeň)
Olšany é uma comuna checa localizada na região de Plzeň, distrito de Klatovy.